# Prins Gustafs Stiftelse
Prins Gustafs Stiftelse är en av Uppsalas äldsta stiftelser med filantropiskt syfte. Stiftelsen delar ut medel dels till gymnasielever vid Uppsalas gymnasieskolor, dels till föreningar och organisationer för verksamhet bland barn och ungdomar från Uppsala. Stiftelsens ändamål är att främja barns och ungdomars vård och fostran. 

## Historik
Prins Gustafs Stiftelse har en lång historia. En viktig händelse var bildandet av en folkskola i Uppsala omkring 1830. Prins Gustafs folkskola låg i kvarteret Toven, som omges av Dragarbrunnsgatan, Linnégatan, S:t Olofsgatan och Kungsgatan. En annan viktig omständighet är Johan Georg von Küsells testamente. von Küsell avled 1846 och testamenterade ”mina egande 4 mantal, nemligen 1 mantal rusthåll med augment och 3 mantal Krono Skatte, utgörande 42 Öresland, i Långtibble By af Wänge socken och Upsala Län, med underlydande lägenheter och torp, att blifva en evärdelig fond och inrättning för fattiga och värnlösa barns uppfostran i Upsala stad, svarande mot H.K.H. Prins Carls inrättning i Stockholm”. Mer om detta kan man läsa i dåvarande borgmästaren Frey Björlingsons historik från 1982. Man tror att namnet ”Prins Gustafs Stiftelse” tillkom för att hedra kronprins Carls yngre bror, Gustaf, sångarprinsen, men belägg saknas.
År 1842 fick Sverige sin första folkskolestadga och i takt med att det allmänna skolväsendet byggdes ut i statens – senare kommunernas – regi minskade behovet av det stöd som stiftelsen gav till folkskolan. Det förekom också att stiftelsemedel någon gång användes oegentligt, t.ex. till uppförande av en lärarbostad, något som landshövdingen Robert Fredrik von Kraemer (ämbetsperiod 1830-1862) kraftigt protesterade mot. Allteftersom det allmännas omsorg om resurssvaga barn byggdes ut under 1900-talet minskade behovet av stiftelsens insatser för de ”fattiga och värnlösa” barnens uppfostran. Det blev successivt aktuellt med permutationer och stadgeändringar. Under perioden 1882-1947 bedrev Prins Gustafs Stiftelse utackorderingsverksamhet av barn och unga, inledningsvis för att möjliggöra för fattiga barn att alls kunna gå i skola. År 1962 ändrades stadgarna så att man kunde dela ut fondmedel i form av stipendier till individer och anslag till organisationer som verkar för barn och unga, särskilt barn och unga med särskilda behov.

## Stiftelsens tillgångar
Verksamheten finansieras genom avkastningen av stiftelsens tillgångar, som består av jordegendomar och fonderade medel. 

## Styrelse
Enligt stiftelsens stadgar ska stiftelsens förvaltning handhas av en direktion bestående av ärkebiskopen, landshövdingen i Uppsala län, domprosten i ärkestiftet och lagmannen i Uppsala tingsrätt. Vidare utser Uppsala universitet två personer, Uppsala Rotaryklubb tre ”borgare”, länsstyrelsen en rådman samt församlingsrådet i Uppsala domkyrkoförsamling två ledamöter. Ärkebiskopen är ordförande i stiftelsen under förra halvåret och landshövdingen under senare halvåret.